# Север Равеннский

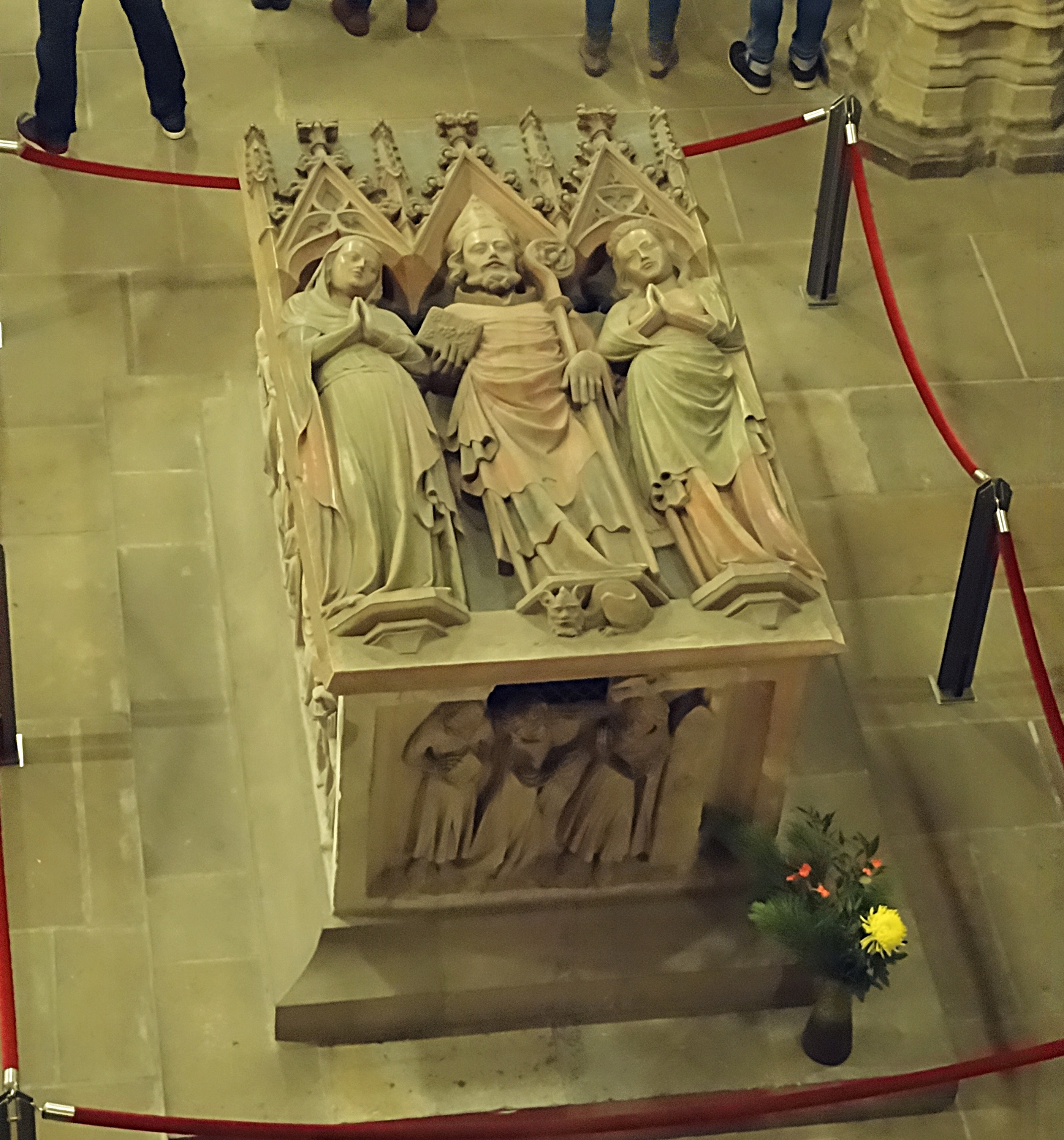
Саркофаг святого Севера, Эрфурт

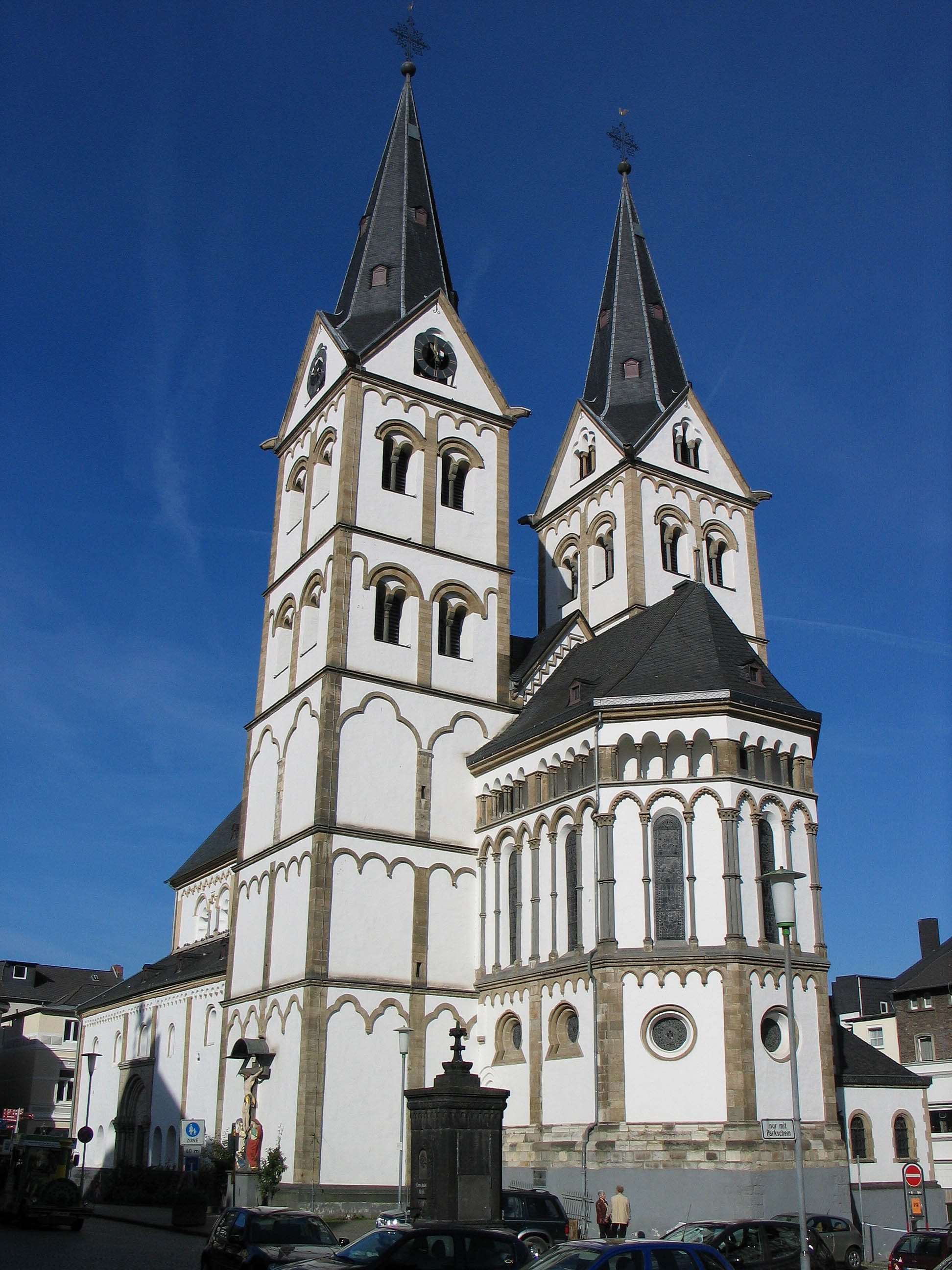
Церковь святого Севера, Боппард

Север (умер в 389) — святой, епископ Равеннский. День памяти — 1 февраля.
По преданию, до Пятидесятницы 342 года в Равенне должен был быть выбран новый епископ. Когда на выборы пришёл Север, известный своей чистотой и ткавший из шерсти, над ним появилась голубка, которая трижды села ему на плечо. Церковный люд увидел в этом божественное предписание и избрал святого Севера епископом.
Святой Север был известен своей борьбой с арианством. Он сопровождал папского легата на церковный собор в Сардике в 344 году.
Святой Север был похоронен в Классе, ныне несуществующей гавани Равенны. Его мощи в 836 году архиепископом Майнцским Отгаром были перенесены сначала в Майнц, затем в Эрфурт. Его саркофаг, где вместе с ним упокоиваются его жена Винцентия (Викентия) и его дочь Инноцентия (Иннокентия) находится в соборе, освящённом в его честь.
Святому Северу посвящены многие храмы в Германии:
- Северикирхе (Severikirche) в Бланкенхайне
- Санкт-Север в Боппарде (St. Severus)
- Северикирхе, Эрфурт (Severikirche)
- Санкт-Север в Фульде
- Саннктеверикирхе в Клайнреттбахе (Sankt-Severi-Kirche (Kleinrettbach))
- Северикирхе в Оттерндорфе
- монастырь Святого Севера (St. Severusstift) в Гемюндене

В базилике Сан-Витале в Равенне имеется мозаичное изображение святого Севера.
Святой Север является покровителем ткачей и прядильщиков, сотрудников полиции, платочников, чулочников, перчаточников и шляпников.